# Triana (gruppo musicale)
Triana è un gruppo musicale spagnolo attivo tra la metà degli anni settanta e l'inizio degli anni ottanta. Il loro genere musicale può essere considerato rock progressivo e psichedelico. La loro caratteristica principale sta nell'essere riusciti a fondere alcune caratteristiche del flamenco con la musica rock. Il gruppo era formato da Jesús de la Rosa Luque (voce e tastiere), Eduardo Rodríguez Rodway (cori e chitarra) e Juan José Palacios "Tele" (batteria). L'identità del gruppo era fortemente legata al territorio e alla cultura dell'Andalusia, la regione di origine dei componenti, ed il nome stesso del gruppo era riferito ad una omonima zona di Siviglia.

## Storia del gruppo
Il gruppo si forma nel 1974 e lentamente inizia a sviluppare uno stile proprio che più tardi verrà definito "Rock Andaluz". La loro musica risente chiaramente delle influenze del rock progressivo e psichedelico degli anni settanta, ma si mescola in modo del tutto nuovo con i suoni della musica tradizionale spagnola (soprattutto il flamenco). Il loro primo album "El Patio" (il cortile), del 1975, riscuote un notevole successo nonostante la scarsa promozione, e apre la strada ad altri due lavori successivi sullo stesso stile: "Hijos del agobio" (Figli dell'oppressione) e "Sombra y luz" (Ombra e luce). Dagli anni ottanta il gruppo registra altri tre album che però assumono sonorità decisamente più commerciali. 
Il gruppo si sciolse in seguito alla morte del cantante e mente creativa del gruppo Jesús de la Rosa Luque, avvenuta all'età di 35 anni il 14 ottobre 1983 in un incidente stradale nei pressi di Burgos.
Più recentemente, nel 2002, è scomparso anche il batterista del gruppo Juan José Palacios "Tele".

## Discografia
Durante il loro periodo di attività i Triana registrarono sei album in studio ma, negli anni successivi al loro scioglimento, furono messe in commercio anche alcune raccolte a loro dedicate.

### Album in Studio
| Album            | Anno | Casa discografica |
| ---------------- | ---- | ----------------- |
| El Patio         | 1975 | Fonomusic         |
| Hijos del agobio | 1977 | Fonomusic         |
| Sombra y luz     | 1979 | Fonomusic         |
| Un encuentro     | 1980 | Fonomusic         |
| Un mal sueño     | 1981 | Fonomusic         |
| Llegó el día     | 1983 | Fonomusic         |

### Raccolte
| Album                                 | Anno |
| ------------------------------------- | ---- |
| Quinto Aniversario                    | 1988 |
| Triana 92                             | 1991 |
| Una Historia                          | 1995 |
| Una Historia De La Luz Y De La Sombra | 2000 |
| Sé De Un Lugar                        | 2004 |
| Quiero contarte                       | 2008 |